# Масук, Вуттичай
Вуттичай Масук (тайск. วุฒิชัย มาสุข; род. 16 марта 1990, Бурирам) — тайский боксёр, представитель полулёгкой и первой полусредней весовых категорий. Выступает за сборную Таиланда по боксу начиная с 2009 года, чемпион Азиатских игр, двукратный чемпион Азии, трёхкратный чемпион Игр Юго-Восточной Азии, бронзовый призёр чемпионата мира, участник летних Олимпийских игр в Рио-де-Жанейро, победитель и призёр многих турниров национального и международного значения.

## Биография
Вуттичай Масук родился 16 марта 1990 года в ампхе Нонг-Хонг провинции Бурирам, средний из трёх сыновей. Активно заниматься боксом начал в возрасте семи лет, проходил подготовку под руководством тренеров Тавивата Ислама и Омара Пуэнтеса Малагона.
В 2008 году выступил на юниорском чемпионате мира в Мексике, однако попасть здесь в число призёров не смог.
Первого серьёзного успеха на взрослом международном уровне добился в сезоне 2009 года, когда вошёл в основной состав тайской национальной сборной и побывал на Играх Юго-Восточной Азии в Вьентьяне, откуда привёз награду бронзового достоинства, выигранную в полулёгкой весовой категории. Кроме того, в этом сезоне одержал победу на чемпионате Азии в Чжухае. Боксировал и на чемпионате мира в Милане, хотя не сумел пройти здесь дальше предварительного этапа.
В 2010 году поднялся в первый полусредний вес и стал бронзовым призёром Азиатских игр в Гуанчжоу. С появлением полупрофессиональной лиги World Series Boxing вошёл в состав тайской команды «Бангкок Элефантс», выступил с ней на нескольких крупных международных турнирах.
В 2013 году добавил в послужной список золотые награды, полученные на Играх Юго-Восточной Азии в Нейпьидо и на международном турнире в Тайбэе, тогда как на чемпионате мира в Алма-Ате был остановлен на стадии 1/16 финала литовцем Эвальдасом Пятраускасом.
На Азиатских играх 2014 года в Инчхоне Масук одолел всех своих соперников в первой полусредней весовой категории и завоевал тем самым золотую медаль. Также одержал победу на Кубке президента в Казахстане.
Сезон 2015 года оказался одним из самых успешных сезонов в спортивной карьере Вуттичая Масука — он был лучшим в зачёте национального первенства, победил на домашнем чемпионате Азии в Бангкоке, на Играх Юго-Восточной Азии в Сингапуре, на международном турнире в Патае. На мировом первенстве в Дохе взял бронзу, уступив в полуфинале узбеку Фазлиддину Гаибназарову, будущему олимпийскому чемпиону.
Благодаря череде удачных выступлений удостоился права защищать честь страны на летних Олимпийских играх 2016 года в Рио-де-Жанейро, тем не менее, выступил здесь неудачно, уже в стартовом поединке потерпел поражение от американского боксёра Гэри Антуана Расселла.
После неудачного выступления на Олимпиаде Масук остался в основном составе боксёрской команды Таиланда и продолжил принимать участие в крупнейших международных турнирах. Так, в 2017 году он в очередной раз выиграл национальное первенство страны по боксу, выиграл золотую медаль на Играх Юго-Восточной Азии в Куала-Лумпуре, стал серебряным призёром международного турнира «Кордова Кардин» на Кубе.